# 穆鲁
穆鲁（法語：Mouroux，法語發音：[muʁu] ⓘ）是法国塞纳-马恩省的一个市镇，属于莫城区。

## 地理
穆鲁（48°49'21"N, 3°2'17"E）面积16.77 平方千米，位于法国法蘭西島大區塞纳-马恩省，该省份为法国北部内陆省份，北起瓦兹省，西接埃松省、马恩河谷省、塞纳-圣但尼省和瓦兹河谷省，南至卢瓦雷省，东南接约讷省，东临马恩省和奥布省，东北接埃纳省。
与穆鲁接壤的市镇（或旧市镇、城区）包括：波默斯、圣奥古斯坦、欧努瓦、庫洛米耶、日尔穆捷、博泰伊-桑。

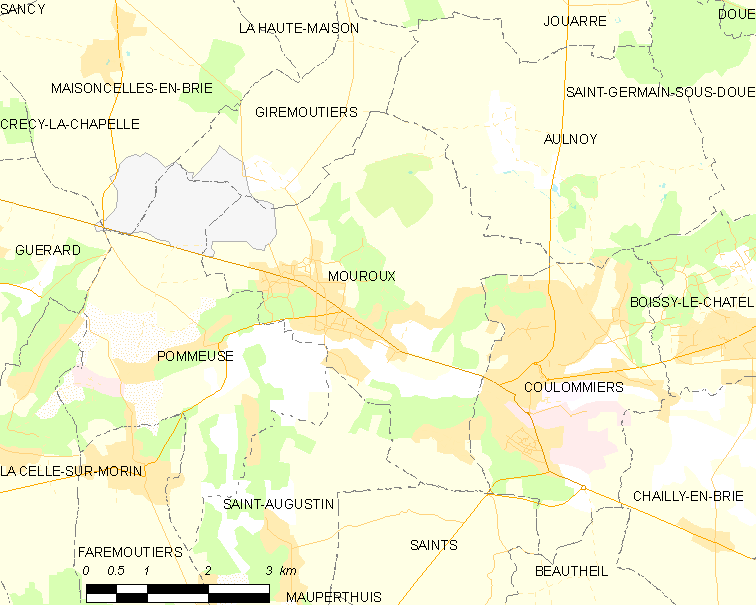
穆鲁的OSM定位图

穆鲁的时区为UTC+01:00、UTC+02:00（夏令时）。

## 行政
穆鲁的邮政编码为77120，INSEE市镇编码为77320。

## 政治
穆鲁所属的省级选区为库洛米耶县。

## 人口

1962-2008年间穆鲁人口变化图示

穆鲁于2022年1月1日时的人口数量为5869人。